# Carlos Spegazzini
Carlos Spegazzini é uma cidade da  Grande Buenos Aires, Argentina, no centro-norte do Partido de Ezeiza.
O nome da cidade foi dado em homenagem ao ilustre cientista e botânico Carlos Luis Spegazzini.
Núcleo populacional numeroso, desenvolvendo uma importante atividade industrial e comercial, nutrindo uma grande rede de serviços. Sua população era de 19005 habitantes segundo o  (INDEC, 2001), e em 2007 deve estar provavelmente com mais de  27.000 hab.

## Ligações externas

Partido de Ezeiza, Argentina